# Kōsei Inoue
Kōsei Inoue (井上 康生?, Inoue Kōsei; Miyakonojō, 15 maggio 1978) è un judoka giapponese.

## Biografia
Kōsei Inoue nasce a Miyakonojō, prefettura di Miyazaki, il 15 maggio 1978. È il terzo di tre figli; anche uno dei fratelli maggiori, Tomokazu, è judoka di buon livello (vincitore dei giochi asiatici). Ancora bambino inizia la pratica del judo sotto l'egida del padre, anch'egli judoka. Per la serietà e l'intensità dei suoi allenamenti cattura subito l'attenzione di uno dei suoi primi maestri, l'ex-campione del mondo Hidetoshi Nakanishi.
Nel 1998 giunge in finale ai campionati nazionali All-Japan, prestigiosa competizione che non prevede categorie di peso ma viene sconfitto da Shin'ichi Shinohara.
Del 1999 è la sua prima affermazione internazionale di alto livello: vince infatti la medaglia d'oro ai campionati mondiali a Birmingham, nella categoria -100 Kg. In finale incontra il sud coreano Jang Sung-ho dove, già in vantaggio di tre yuko, rischia continuamente pur di terminare l'incontro per ippon. Questo atteggiamento lo caratterizzerà per tutta la carriera.
L'anno successivo inizia con la vittoria al difficile Torneo di Parigi, dove batte Stéphane Traineau, atleta di casa e tra i favoriti.
Si presenta così in grande forma ai giochi olimpici di Sidney. Vince tutti gli incontri preliminari per ippon e con il medesimo punteggio sconfigge il canadese Nicolas Gill grazie ad un Uchi Mata, una delle sue tecniche preferite e della quale viene considerato uno dei maggiori interpreti e specialisti.
Nel 2001 conquista il suo secondo titolo mondiale a Monaco di Baviera sconfiggendo una delle sue nemesi, l'ungherese Antal Kovács che quell'anno lo ha già battuto.
Nel 2001 vince gli All-Japan incontrando nuovamente in finale il pluri-campione del mondo Shin'ichi Shinohara. È la prima volta dal 1974 che gli All-Japan non sono vinti da un peso massimo. Ripeterà la conquista del maggior titolo nazionale giapponese nel 2002 e nel 2003, quando batte Keiji Suzuki, campione del mondo de pesi massimi nel 2003 ed olimpico nel 2004.
Nel 2003, ad Osaka, vince il suo terzo titolo mondiale. In finale incontra il francese Ghislain Lemaire che si mostra particolarmente accorto nell'evitare Uchi Mata, la tecnica di cui Inoue è specialista. Nonostante ciò viene battuto nettamente dimostrando la versatilità e la completezza tecnica di Inoue.
Alle olimpiadi di Atene del 2004 parte come gran favorito ma, tra la sorpresa generale, viene battuto negli incontri preliminari dall'olandese Elco van der Geest e negli incontri di recupero dall'azero Mövlud Mirəliyev rimanendo così senza medaglie.
Nel 2005 si infortuna seriamente ad una spalla durante la Jigoro Kano Cup, che comunque vince. L'incidente lo tiene lontano dalle competizioni per diciotto mesi. Al suo rientro decide di passare alla categoria di peso +100 Kg esordendo al torneo di Parigi. Riesce a vincere l'importante torneo sconfiggendo atleti di ottimo livello come il russo Aleksander Mikhailine ed, in finale, Yuri Rybak.
Nel 2007 partecipa ai campionati mondiali di Rio de Janeiro, ma non va oltre il quinto posto, sconfitto dall'astro nascente Teddy Riner.
Nel 2008 per guadagnare la presenza alle Olimpiadi di Pechino si vede costretto ad una performance di alto livello agli All-Japan ma Yōhei Takai lo batte nei quarti di finale facendogli prendere la decisione di ritirarsi dalle competizioni.
Attualmente vive ad Edimburgo con la moglie, la modella e personaggio televisivo Aki Higashihara.

## Palmarès
- Giochi Olimpici

 Oro Sydney 2000: oro nei 100 kg.
- Campionati mondiali di judo

 Oro 1999 - Birmingham: oro nei 100 kg.
 Oro 2001 - Monaco di Baviera: oro negli 100 kg.
 Oro 2003 - Osaka: oro nei 100 kg.